# Oliver Risser
Oliver Hanjorge Risser (Windhoek, 1980. szeptember 17. –) német származású namíbiai labdarúgó, a Ramblers középpályása.